# Roestvleugeltiran
De roestvleugeltiran (Myiozetetes cayanensis) is een zangvogel uit de familie Tyrannidae (tirannen).

## Verspreiding en leefgebied
Deze soort komt voor van Panama tot Brazilië en telt vier ondersoorten:
- M. c. rufipennis: noordelijk Venezuela, oostelijk Colombia en oostelijk Ecuador.
- M. c. hellmayri: oostelijk Panama, noordelijk en westelijk Colombia, noordwestelijk Venezuela en westelijk Ecuador.
- M. c. cayanensis: van zuidelijk Venezuela en de Guyana's tot centraal Brazilië en noordelijk Bolivia.
- M. c. erythropterus: zuidoostelijk Brazilië.

## Status
De grootte van de populatie is in 2019 geschat op meer dan 50 miljoen volwassen vogels. Op de Rode lijst van de IUCN heeft deze soort de status niet bedreigd.